# Eje central de Bolivia

Imagen satelital de noche de Bolivia, donde se aprecian las tres áreas metropolitanas de Bolivia, de este a oeste, Santa Cruz de la Sierra, Cochabamba y La Paz. Estas tres conforman el eje central de Bolivia.

El Eje central de Bolivia es una región de Bolivia que agrupa las principales ciudades del país, El Alto, La Paz, Cochabamba y Santa Cruz de la Sierra, junto con sus respectivas áreas metropolitanas. El Alto y Nuestra Señora de La Paz forman parte de una misma área metropolitana. Las cuatro ciudades del eje central forman el núcleo económico y demográfico de una Bolivia metropolitana, concentrando una parte significativa de la población boliviana, la actividad comercial y la infraestructura. En conjunto, los municipios de El Alto, Nuestra Señora de La Paz, Cochabamba y Santa Cruz de la Sierra albergan aproximadamente el 35% del total de la población total de Bolivia, según datos del Censo INE 2024, mientras que los municipios de las tres áreas metropolitanas suman casi la mitad de la población nacional. El eje central abarca una distancia lineal de alrededor de 550 km de este a oeste, desde Santa Cruz de la Sierra hasta El Alto, atraversando diversas regiones geográficas, como la Chiquitania, la Amazonía, los Valles Secos, los Yungas y el Altiplano.
Las ciudades del eje central presentan similitudes en sus características estructurales productivas, con el sector manufacturero como el principal impulsor económico, seguido por áreas relacionadas con el transporte, almacenamiento y servicios en general. Sin embargo, existen diferencias notables entre ellas. En Santa Cruz de la Sierra y Cochabamba, el desarrollo urbano se organiza en torno a un único nodo central, alrededor del cual se estructuran las demás áreas metropolitanas. En cambio, en el área metropolitana de La Paz, se identifican dos ciudades dinamizadoras: El Alto y La Paz, las cuales cumplen un rol clave en el funcionamiento y desarrollo del resto de las urbes circundantes.

## Demografía
El eje central de Bolivia concentra gran parte de la población nacional. Los municipios de El Alto, La Paz, Cochabamba y Santa Cruz de la Sierra suman un total de 3.908.922 habitantes, lo que representa aproximadamente al 35% de la población de Bolivia. Al considerar los demás municipios que conforman las tres áreas metropolitanas, la población total asciende a 5.305.684 habitantes, que equivale aproximadamente al 47% de la población del país. El área metropolitana más poblada es la de Santa Cruz de la Sierra (2.089.962 hab.), seguido por la de La Paz (1.930.697 hab.) y luego la de Kanata (1.285.025 hab.).
La población de los municipios de las áreas metropolitanas son:
| Municipio               | Provincia     | Área metropolitana      | Población (2024) |
| ----------------------- | ------------- | ----------------------- | ---------------- |
| Santa Cruz de la Sierra | Andrés Ibáñez | Santa Cruz de la Sierra | 1,606.671        |
| El Alto                 | Murillo       | La Paz                  | 885.035          |
| La Paz                  | Murillo       | La Paz                  | 755.732          |
| Cochabamba              | Cercado       | Kanata                  | 661.484          |
| Sacaba                  | Chapare       | Kanata                  | 218.502          |
| Quillacollo             | Quillacollo   | Kanata                  | 165.830          |
| Warnes                  | Warnes        | Santa Cruz de la Sierra | 150.803          |
| La Guardia              | Andrés Ibáñez | Santa Cruz de la Sierra | 147.622          |
| Viacha                  | Ingavi        | La Paz                  | 113.453          |
| Cotoca                  | Andrés Ibáñez | Santa Cruz de la Sierra | 106.292          |
| Colcapirhua             | Quillacollo   | Kanata                  | 66.235           |
| Tiquipaya               | Quillacollo   | Kanata                  | 61.600           |
| Vinto                   | Quillacollo   | Kanata                  | 55.773           |
| Sipe Sipe               | Quillacollo   | Kanata                  | 55.601           |
| El Torno                | Andrés Ibáñez | Santa Cruz de la Sierra | 55.558           |
| Pucarani                | Los Andes     | La Paz                  | 49.701           |
| Achocalla               | Murillo       | La Paz                  | 46.068           |
| Laja                    | Los Andes     | La Paz                  | 38.612           |
| Porongo                 | Andrés Ibáñez | Santa Cruz de la Sierra | 23.016           |
| Palca                   | Murillo       | La Paz                  | 21.641           |
| Mecapaca                | Murillo       | La Paz                  | 20.455           |

## Transporte
Las ciudades del eje central de Bolivia concentran una parte significante de la infraestructura de transporte del país. De los cuatro aeropuertos internacionales existentes en el país, tres se encuentran en las ciudades del eje central: El Alto, Jorge Wilstermann y Viru Viru.
La Ruta 4 conecta las ciudades de Santa Cruz de la Sierra con Cochabamba, de este a oeste, donde en Patacamaya se encuentra con la Ruta 1, que recorre de norte a sur y conecta con las ciudades de El Alto y La Paz. En 2024 se iniciaron las obras de construcción del Puente Sacambaya, que forma parte de la Ruta 25, que acortará el tiempo recorrido entre las ciudades de La Paz y Cochabamba.